# Пахомовская (Вологодская область)
Пахомовская — деревня в Верховажском районе Вологодской области.
Входит в состав Нижне-Важского сельского поселения (до 2015 года входила в Терменгское сельское поселение), с точки зрения административно-территориального деления — в Терменгский сельсовет.
Расстояние по автодороге до районного центра Верховажья — 10,6 км, до деревни Куколовской — 2 км. Ближайшие населённые пункты — Фроловская, Клыково, Каличье, Филинская, Куколовская.
По переписи 2002 года население — 12 человек.